# Ephydatia fluviatilis
Éponge fluviale
Espèce
Ephydatia fluviatilis, l’Éponge fluviale ou l’Éponge d'eau douce, est une espèce d'éponges de la famille Spongillidae.

## Répartition
Cette espèce est répandue dans le monde entier, mais elle est plus commune dans les plans d'eau douce de l'hémisphère nord. Une étude a élucidé la préférence d'habitat de cette espèce dans un lac d'eau douce de l'Utah.

## Classification
Le nom valide complet (avec auteur) de ce taxon est Ephydatia fluviatilis (Linnaeus, 1759).
L'espèce a été initialement classée dans le genre Spongia sous le protonyme Spongia fluviatilis Linnaeus, 1759.
Ce taxon porte en français les noms vernaculaires ou normalisés suivants : Éponge fluviale, Éponge d'eau douce.
Ephydatia fluviatilis a pour synonymes :
- Clypeatula cooperensis Peterson & Addis, 2000
- Ephydatia fluviatilis chui Gee, 1926
- Ephydatia fluviatilis hastifera Rezvoj, 1930
- Ephydatia fluviatilis himalayensis Annandale, 1910
- Ephydatia fluviatilis intha Annandale, 1918
- Ephydatia fluviatilis teberdana Rezvoj, 1928
- Ephydatia fluviatilis var. capensis Kirkpatrick, 1907
- Ephydatia goriaevii Swartschewsky, 1901
- Meyenia fluviatilis var. angustibirotulata Carter, 1885
- Meyenia fluviatilis var. gracilis Carter, 1885
- Meyenia fluviatilis (Linnaeus, 1759)
- Meyenia mexicana Potts, 1885
- Spongia fluviatilis Linnaeus, 1759
- Spongilla fluviatilis (Linnaeus, 1759)
- Spongilla pulvinata Lamarck, 1816
- Spongilla sceptrifera Bowerbank, 1874
- Spongilla stagnalis Dawson, 1875